# Убийство Аслана Масхадова
Убийство Асла́на Масха́дова (чеч. Масхадов Іаьлин кӏант Аслан (Халид)) — спецоперация спецслужб России по уничтожению лидера чеченской армии, президента Чеченской республики Ичкерия. В ходе операции был убит Аслан Масхадов и задержаны его ближайшие помощники.

## Предыстория
В советское время полковник А. А. Масхадов командовал артиллерийскими полками в Венгрии и Прибалтийском ВО. Закончил Тбилисское высшее артиллерийское училище, а затем, с отличием, — Ленинградскую Военно-артиллерийскую академию им. М. И. Калинина. Член КПСС с 1972 года, являлся секретарём партийного комитета и председателем офицерского собрания дивизии. Был награждён орденами «За службу Родине в Вооружённых Силах СССР» II, III степени.
В декабре 1992 года, после прихода в Чечне к власти генерала Дудаева, Масхадов подал в отставку из Вооружённых сил России и прибыл в Грозный. В 1993—1994 годах руководил боевыми действиями против антидудаевской оппозиции. В марте 1994 года указом Дудаева был назначен начальником Главного штаба Вооружённых сил ЧРИ.
В Первую чеченскую войну Масхадов планировал и руководил проведением большинства крупных боевых и диверсионных операций чеченских вооружённых бандформирований. По плану Масхадова, чеченцы во время «Новогоднего штурма Грозного» пропустили российскую бронетехнику в центр города, после чего уничтожили её, лишённую манёвра на узких улицах.
12 февраля 1997 года Масхадов вступил в должность президента Ичкерии. После ввода российских войск в Чечню Масхадов возглавил вооружённое сопротивление и занял пост руководителя Государственного комитета обороны ЧРИ. В середине октября 2002 года Масхадов дал интервью французскому агентству Agence France-Presse, в котором заявил об активизации своих связей с наиболее экстремистскими лидерами чеченских террористов.

## Обвинения против Масхадова
В марте 1995 года прокуратура Чеченской Республики возбудила против Масхадова уголовное дело. Ему было предъявлено обвинение по 170-й статье УК РФ (злоупотребление властью или служебным положением), 64-й и 77-й (измена Родине и бандитизм с санкцией вплоть до смертной казни). Позднее, на основе постановления прокуратуры ЧР, Масхадов, как государственный преступник, был объявлен во всероссийский розыск. Аслан Масхадов неоднократно обвинялся федеральными властями в подготовке террористических актов в Буденновске, Кизляре, в причастности к покушению на генерала Романова.
После начала Второй чеченской войны, 2 марта 2000 года Аслан Масхадов был вновь объявлен в федеральный розыск, а в 2002 году — в международный розыск. А. Масхадову предъявлено обвинение в вооруженном мятеже, организации незаконных вооруженных формирований, а также в посягательстве на жизнь сотрудников правоохранительных органов. Аслан Масхадов имел отношение ко многим терактам против мирного гражданского населения и военнослужащих российских войск. Так, он объявил о «крупномасштабной операции» за несколько дней до захвата Театрального центра на Дубровке в октябре 2002 года. 25 октября в телефонном интервью азербайджанской газете «Зеркало» один из террористов, удерживавших заложников на Дубровке, заявил, что Масхадов принимал участие в подготовке этого теракта. Кроме того, он взял на себя ответственность за сбитый 19 августа 2002 года военно-транспортный вертолет Ми-26. Тогда погибли более 120 военнослужащих.
В приговоре Верховного суда Северной Осетии по делу бесланского террориста Нурпаши Кулаева содержится утверждение о причастности Масхадова к данному акту терроризма.

## Смерть
Аслан Масхадов был убит 8 марта 2005 года во время операции российских спецслужб по его задержанию в с.Толстой-Юрт. Президент России Владимир Путин провел встречу с директором ФСБ Николаем Патрушевым, который доложил главе российского государства о ликвидации в Чечне лидера «бандформирований сепаратистов» Аслана Масхадова. «На основании оперативной информации, о которой я вам докладывал, нами в Чечне в населенном пункте Толстой-Юрт проведена специальная операция, в результате которой уничтожен международный террорист, лидер бандформирований Масхадов, задержаны его ближайшие пособники. Потерь среди сил ФСБ нет», — доложил Патрушев президенту. Президент Путин распорядился представить к наградам всех участников спецоперации: «Проведите дополнительную экспертизу, опознание, доложите дополнительно. В случае подтверждения этих данных, всех участников мероприятия представьте к государственным наградам».
Существует несколько версий относительно обстоятельств гибели Масхадова.

### Официальная версия
По официальной версии, озвученной официальным представителем Регионального оперативного штаба (РОШ) по управлению контртеррористической операцией на Северном Кавказе генерал-майором Ильёй Шабалкиным, Масхадов был убит в селении Толстой-Юрт в результате боестолкновения с российским спецназом ФСБ. Масхадов скрывался в бункере под одним из домов этого села, где и был блокирован. Шабалкин сообщил, что Федеральные силы предотвратили крупномасштабный террористический акт в Чечне, который главари незаконных вооруженных формирований замышляли совершить 8 марта в районном центре Толстой-Юрт. «Главари бандформирований намеревались действовать по аналогии с 9 мая 2004 года, когда погибли президент Чеченской республики Ахмад Кадыров и председатель Госсовета Хусейн Исаев, или по сценарию 1 сентября 2004 года, когда удалось захватить школу в Беслане» (генерал Шабалкин). По его словам, бандглавари хотели вызвать массовую панику и устрашение среди гражданского населения. Тем самым, отметил представитель РОШ, они планировали вызвать повышенный резонанс и дестабилизировать обстановку не только в Чеченской республике, но и в регионе Северного Кавказа в целом. Шабалкин сообщил, что раскрыть план бандглаварей удалось в ходе проведения спецоперации в Веденском и Ножай-Юртовском районе, где спецназом были выставлены засады и задержаны двое бандитов из формирований Шамиля Басаева и один — из группировки Аслана Масхадова. Задержанные дали показания о планах главарей бандподполья. Согласно их показаниям, 8 марта от 10:00 до 11:00 в Толстой-Юрте, являющемся центром стабильного Грозненского района республики, боевики планировали совершить нападение на здание администрации.
Генерал Шабалкин: «Они намеревались обстрелять его из гранатометов так, чтобы полностью разрушить здание вместе с теми, кто в праздничный день будет находиться на территории администрации. Бандиты также планировали обстрелять местный районный ОВД и военную комендатуру, чтобы не допустить выход сотрудников правоохранительных органов на помощь пострадавшим».
Командование федеральных сил в этой ситуации экстренно сформировало сводный отряд, который немедленно выдвинулся в направлении Толстой-Юрта и начал осуществлять меры по поиску и задержанию бандгруппы, просочившейся для совершения теракта, а также по проверке паспортного режима и досмотру здания. Благодаря превентивно принятым мерам удалось предотвратить крупный теракт, который, по замыслу боевиков, должен был привести к непредсказуемым последствиям и многочисленным жертвам. В ходе спецоперации был уничтожен главарь чеченских сепаратистов А. Масхадов и задержан ряд боевиков, в том числе бригадный генерал ЧРИ Вахит Мурдашев, в Первую чеченскую войну командовавший Гудермесским фронтом, а после войны возглавлявший администрацию президента Чеченской республики Ичкерия.
Толстой-Юрт (чеч. Дойкур-Эвл) — родовое село Руслана Хасбулатова, которое всегда считалось центром антидудаевской, а затем — антимасхадовской оппозиции. В Толстой-Юрт после начала второй войны (1999) перебрались многие земляки и родственники Масхадова из Ножай-Юртовского района. Масхадов скрывался в подземном бункере под домом одного из своих дальних родственников, Мусы Юсупова, где и был блокирован. Подвал (или «бункер»), в котором он укрывался, был подорван зарядом взрывчатки, в результате чего Масхадов получил тяжелую баротравму и погиб. «Он (Масхадов) находился в подземном бетонном бункере, который пришлось взорвать, чтобы проникнуть в бункер, и таким образом этот бандит был уничтожен», — сказал генерал Шабалкин корреспондентам РИА «Новости».
Однако, на процессе в Верховном суде Чечни выяснились новые подробности гибели президента Ичкерии: смертельный выстрел был произведён из пистолета Макарова, которым был вооружён племянник и телохранитель Масхадова Висхан Хаджимуратов. На заседании суда над Скандарбеком Юсуповым, Вахидом Мурдашевым, Висханом Хаджимуратовым и Илесом Илисхановым, задержанными в Толстом-Юрте в ходе этой-же спецоперации, были оглашены результаты баллистической экспертизы пули, извлеченной из тела Аслана Масхадова. Подсудимый Хаджимуратов на суде не отрицал, что пистолет Макарова, о котором идет речь, действительно его, но не мог вспомнить, стрелял он из него или нет.
Со слов Хаджимуратова «Когда примерно в 10 утра мы услышали шум и топот над подвалом, Аслан приказал нам взять оружие, и я взял в руки свой пистолет. Через некоторое время я положил его между собой и Масхадовым, который сидел рядом. Я помню, что произошел взрыв и я потерял сознание, а когда я очнулся, то рядом со мной в крови лежал Масхадов.» Однако перед этим, на одном из заседаний суда, Висхан Хаджимуратов заявил, что он сам застрелил Масхадова. Он так объяснил свои действия: «Дядя всегда мне говорил, чтобы я застрелил его, если он будет ранен и его попытаются взять в плен. Он говорил, что если попадет в плен, то над ним будут издеваться, как над Саддамом Хусейном».
На специальной пресс-конференции, созванной 12 марта 2005 г. во Владикавказе, заместитель генерального прокурора РФ Николай Шепель сообщил, что проведено семь опознаний тела Аслана Масхадова, в том числе четыре — родственниками. «В настоящий момент у родственников Масхадова также взята кровь для проведения генной экспертизы, чтобы потом не было разговоров, что убитый был двойником террориста», — сказал Шепель. При этом он подчеркнул, что Масхадов был уничтожен как террорист, а не как политическая фигура.

### Версия президента Чечни Рамзана Кадырова
Согласно версии Р. Кадырова, лидера чеченских сепаратистов Аслана Масхадова хотели взять живым, но он погиб в результате неосторожного обращения с оружием находившегося рядом с ним телохранителя. Как сообщил ИТАР-ТАСС первый вице-премьер правительства ЧР Рамзан Кадыров, «в ходе совместной спецоперации полка особого назначения имени Ахмата Кадырова и Федеральных сил в Ножай-Юртовском районе был захвачен боевик, который показал, что Масхадов скрывается в селении Толстой-Юрт. От него же получены данные, в каком именно доме скрывается Масхадов и сколько с ним человек.»
Со слов Р.Кадырова «…была поставлена задача задержать Масхадова. Никто не собирался его физически устранить. Масхадов прятался в маленьком бункере, там было очень тесно, и охранник, видимо, сделав резкое движение, самопроизвольно выстрелил. Этот выстрел оказался смертельным. Мы хотели, чтобы Масхадов сегодня поздравил всех женщин с праздником и принес извинения чеченскому народу». По словам Кадырова, он даже намеревался предложить Масхадову должность командира взвода в полку специального назначения. «Он был хорошим, толковым офицером, хорошо служил в Советской армии, и мы хотели использовать его опыт», — подчеркнул Кадыров.

### Версия сына Масхадова
Сын Аслана Масхадова в ответ на заявление ФСБ о выплате вознаграждения в 10 миллионов долларов анонимному информатору, предоставившему данные о местонахождении А. Масхадова, сделал заявление на сайте «Кавказский узел»:
«Сразу же после убийства я заявил, что спецслужбы России вышли на него через мобильную телефонную связь, и что никакого предательства чеченцев там не было. Не знаю, кто и с кем там делил „вознаграждение“. Информация о том, что Масхадов находился в Толстой-Юрте, у спецслужб была еще за несколько дней до убийства. Телефонных звонков в тот злополучный день он и его окружающие не делали, не пользовались и СМС-сообщениями. Но в прошлом году на территорию Чечни завезли специальную аппаратуру, которая способна определить координаты телефона по IMEI-коду. После обнаружения местонахождения отца из Москвы в Чечню в спешном порядке вылетел спецназ ФСБ России. Сначала спецназовцы оцепили дом в селе Толстой-Юрт, где находился отец, а затем несколько улиц села и начали штурмовую операцию. Ворвавшись в дом, они захватили Ильяса Ирисханова и тех, кто находился в доме. Во время обыска спецназовцы случайно заметили тайник, в котором находились отец и двое его приближенных. Сверху поставили ультиматум, чтобы они вышли и сдались. В ответ на это отец открыл огонь из своего оружия. Убедившись в том, что они не сдадутся, спецназ кинул в подвал шумовую гранату и пустил туда газ. Затем спецназовцы ворвались внутрь тайника».
Также сын Масхадова подверг сомнению версию о том, что Аслана Масхадова убил его племянник и телохранитель Висхан Хаджимуратов:
«Висхана Хаджимурадова и Вахида Мурдашева они взяли без сознания. Затем они подняли наверх мертвое тело отца, сняли с него верхнюю одежду и облили водой. Прошла информация, что пуля, извлеченная из его тела, была калибра 9 мм. Этот факт якобы доказывает, что отца убили его приближенные. Но это не соответствует действительности. Пуля из тела не извлекалась, так как прошла навылет, это видно и на съемках. В России много оружия, которое стреляет такими пулями. Например, у спецназа есть спецоружие — пистолет „Вектор“, тоже калибра 9 мм»
Версию об обнаружении местонахождения Масхадова по его мобильному телефону также выдвинул депутат Госдумы РФ, председатель думского комитета по безопасности Владимир Васильев. Выступая в программе «Основной инстинкт» он фактически признал, что Президент ЧРИ был обнаружен благодаря тому, что стал часто выходить на связь. Эту же версию, по сообщениям Газета.ру., подтвердил через один из сепаратистских сайтов и Шамиль Басаев. Как пишет газета, Басаев рассказал, что сотовым телефоном Масхадов пользовался очень активно после того, как источники из федеральных сил стали выходить на Масхадова с идеей переговоров. «С осени прошлого года через разные каналы Масхадову стали предлагать идею переговоров. Не буду пока уточнять, но предложения шли даже якобы от Кремля», — заявляет Басаев. После этого, считает Басаев, Масхадов перестал соблюдать конспирацию. «Поначалу он проявлял осторожность и выезжал из села подальше, но потом стал принимать звонки на дом и даже звонить из дома. Не сам, конечно, разговаривал, а через своего помощника Вахита Мурдашева и Висхана, но это же без разницы, если ответы на вопросы даются сразу же, то можно вычислить, что кто-то рядом».

### Другие версии
Кроме этих выдвигались и другие версии гибели Масхадова. Согласно одной из них, Аслан Масхадов был убит во время переговоров с российской стороной о мирном урегулировании вооруженного конфликта, которые начались при посредничестве ряда западных стран и ОБСЕ. Сторонники этой версии утверждают, что незадолго до своей смерти Аслан Масхадов дал большое телеинтервью, в котором открыто говорил о предстоящих переговорах с российской стороной. Они, по словам Масхадова, должны были пройти под эгидой ОБСЕ. С таким предложением, как утверждал лидер Ичкерии, на него вышли министерства иностранных дел Швейцарии и Германии. Посредником на переговорах должен был стать президент Польши Александр Квасьневский. Якобы именно он выступил гарантом безопасности ичкерийского лидера, что повлияло на решение Масхадова выйти на переговоры. Вместо переговорщиков к месту встречи с Асланом Масхадовым прибыл российский спецназ. Резкое осуждение Польшей убийства Аслана Масхадова, которое было названо «преступлением» и «ошибкой», по мнению некоторых наблюдателей, лишь подтверждает эту версию. Поляки были недовольны не столько тем, что русские убили Масхадова, а тем, что «подставили» их президента.
По другой версии, Аслан Масхадов был убит 6 марта в Ножай-Юртовском районе Чечни сотрудниками службы безопасности президента ЧР. Согласно данной версии, о местонахождении ичкерийского лидера стало известно благодаря показаниям связного боевиков, которого сотрудники СБ задержали несколькими днями ранее. Масхадов и несколько человек, находившиеся вместе с ним, оказали яростное сопротивление и были убиты в ходе перестрелки. Затем, якобы, было принято решение «приурочить» смерть Масхадова к предстоящему празднику 8 марта, с чем затем чеченских женщин и поздравил министр внутренних дел республики. По заявлению сайта Ингушетия.ру, в ходе короткого боя бойцы Кадырова убили Масхадова и нескольких его охранников. Затем Кадыров сообщил об этом федеральным силам. Он решил не брать на себя убийство Масхадова, поскольку это вечный позор среди чеченцев, и попросил федеральные спецслужбы приписать результаты операции другим структурам, утверждает сайт. Поводом для разговоров на данную тему послужило то, что первый вице-премьер правительства Чечни Рамзан Кадыров стал практически первым человеком, который озвучил информацию о гибели Аслана Масхадова, а в качестве причины его смерти назвал «ошибку телохранителя», произведшего случайный выстрел.

## Реакция на ликвидацию
Президент Российской Федерации В. В. Путин в ответ на новость о ликвидации Масхадова поздравил российские спецслужбы с успехом и распорядился представить к наградам участников спецоперации.
Министр Внутренних дел Чеченской республики Руслан Алханов: «Это очень уникальная операция, отличающаяся утонченностью. И нам остается только сожалеть, что Масхадов ликвидирован не сотрудниками МВД. Я и мои коллеги от души поздравляем ФСБ с этой победой».
Руководитель Комиссии Госдумы по проблемам Северного Кавказа Владимир Катренко: «Это большой успех спецслужб, но в корне ситуацию не изменит».
Глава международного комитета Совета Федерации Михаил Маргелов: «С террористами переговоров не ведут. Собаке — собачья смерть».
Председатель Госсовета Чечни Таус Джабраилов: «С ликвидацией Масхадова уничтожена и идеологическая база боевиков. Останутся без работы интернет-сайты и зарубежные эмиссары бандформирований. Они же не будут говорить, что представляют полевого командира Шамиля Басаева».
Политический обозреватель Анна Политковская: «Гибель Масхадова не только не сможет остановить войну в Чечне, но еще более её запутает. Мы остались с двумя равновеликими по подлости фигурами на этой территории — это Басаев и Кадыров-младший».
Лидер партии «Яблоко» Григорий Явлинский: «Думаю, что после смерти Масхадова произойдет серьезное обострение. Смерть Масхадова, если это было заранее принятое решение, а не случайность, то это ошибка».
Председатель Парламентской ассамблеи Совета Европы Рене Ван дер Линден: «Сожалею, что не представилось возможным передать Аслана Масхадова в руки правосудия, чтобы он смог ответить на все обвинения, выдвинутые против него, как того требуют принципы Совета Европы».
Официальный представитель МИД Польши Александр Ческо: «Убийство Аслана Масхадова не просто преступление, но также политическая глупость и большая ошибка».
Официальный представитель госдепартамента США Эдам Эрли: «Это не то, что мы хотели бы комментировать. Не буду давать оценку этому инциденту. Продолжающаяся политика заключается в том, что терроризму необходимо противостоять и что необходимо политическое решение».